# Paracalyx microphyllus
Paracalyx microphyllus là một loài thực vật có hoa trong họ Đậu. Loài này được (Chiov.) Ali miêu tả khoa học đầu tiên.